# Мерло (Кунео)
Мерло је насеље у Италији у округу Кунео, региону Пијемонт.
Према процени из 2011. у насељу је живело 65 становника. Насеље се налази на надморској висини од 481 м.